# Das Blut der Rebellin
Das Blut der Rebellin ist der zweite Geraldines-Roman von Sabrina Qunaj und die Fortsetzung von Die Tochter des letzten Königs. Die Hauptrolle spielt Isabel, die jüngste Tochter von William FitzGerald, Nestas Sohn, die sich im Verlauf des Romans den walisischen Freiheitskämpfern anschließt, wodurch die Situation des Landes vor allem aus walisischer Sicht geschildert wird.

## Handlung
Im Sommer 1146 nehmen die südwalisischen Rebellen unter der Führung von Cadell ap Gruffydd Llansteffan Castle, die Burg von Isabels Onkel Maurice, ein. Es ist Isabels erste Begegnung mit den Rebellen und damit den letzten verbliebenen drei Cousins ihres Vaters, von denen sie trotz ihres Überfalls zumindest Cadell spontan ins Herz schließt.
Nach dem Fall der Burg wird Isabel in England für fünf Jahre ins Kloster geschickt, während ihr Vater eine Ehe zwischen ihr und dem flämischen Sheriff von Pembrokeshire, William Hayt, arrangiert. Bei ihrer Rückkehr nach Wales im September 1151 wird Isabel Zeugin, wie eine Gruppe Freinc (wie die Normannen von den Walisern genannt werden), unter ihnen auch ihr zukünftiger Gemahl, zwei Dutzend fliehender walisischer Rebellen abschlachtet und ihren Anführer, keinen Geringeren als Cadell, niederschlägt. Zusammen mit Ralph le Walleys, einem nordwalisischen Prinzen, den sein Vater Cadwaladr ap Gruffudd dem Sheriff als Treuepfand und Pagen geschickt hat, kann Isabel den schwerverwundeten Rebellen in Sicherheit bringen. Ihr gemeinsames Geheimnis schweißt die beiden Dreizehnjährigen zusammen, und bald verbindet sie eine tiefe Freundschaft. Ralphs Anwesenheit in Tenby, der Burg des Sheriffs, kann Isabel fast vergessen lassen, dass sie in zwei Jahren ein Monster heiraten muss. Gemeinsam machen sie die Bekanntschaft von Trystan ap Iestyn, einem Bogenbauer und Rebellenunterstützer aus dem Dorf, der Ralph verspricht, ihm den Umgang mit dem Langbogen zu zeigen, und Isabel, die einen schier unstillbaren Durst nach Geschichten und Liedern hat, eine zukünftige Bardin nennt. Sie führen ein scheinbar einfaches und belangloses Leben in Tenby, und Ralph erweckt glaubhaft den Anschein, die Kriege, die seine Familie untereinander und gegen die Freinc führen, gingen ihn genauso wenig etwas an wie die vielen Opfer, die sie kosten.
Doch im Verlauf der nächsten zwei Jahre kann er seine Neutralität immer schlechter aufrechterhalten und zieht zunehmend den Zorn des Sheriffs auf sich, der Ralph seine Aufsässigkeit am Pranger büßen lässt. Als Sir William schließlich von einem seiner Ritter erfährt, dass Isabel und Ralph einem Rebellenanführer zur Flucht verholfen haben, soll Ralph mit dem Leben bezahlen. Isabel bewirkt, dass die Hinrichtung abgesagt und Ralphs Strafe in dreißig Peitschenhiebe und Kerkerhaft bis zur Hochzeit umgewandelt wird – im Gegenzug für Duldsamkeit im Ehebett.
Doch in der Nacht vor der Hochzeit fallen die Rebellen in Tenby ein, diesmal unter der Führung von Cadells Bruder Maredudd, um die Verantwortlichen für den Überfall auf Cadell und seine Männer zu finden und zu bestrafen, bei dieser Gelegenheit Ralph zu befreien und Isabel zu entführen, um ihre Ehe mit dem Sheriff und damit dessen Verbindung zu den mächtigen Geraldines zu verhindern, während dieser inzwischen das Weite sucht. Erst als sie voneinander getrennt werden, bemerken Ralph und Isabel, wie sich ihre Freundschaft und ihre Gefühle füreinander in den letzten Jahren geändert haben, und er schwört, sie aus ihrer Gefangenschaft zu befreien, sobald er zu ihr kommen kann.
Tatsächlich kommt Isabels Entführung eher einer Befreiung gleich, wird ihr doch unter den Rebellen endlich erlaubt, sie selbst zu sein, ihren Träumen nachzuhängen und Lieder und Geschichten zu lernen, was sie vor allem Cadell verdankt, der immer ein wachsames Auge auf sie hat, bis er eine Pilgerreise nach Rom antritt, um Gott so für seine Rettung und sein Leben zu danken. Sein Titel des Fürsten von Südwales geht an Maredudd über, der das Werk seiner Eltern und Brüder fortsetzt, Isabel offiziell zu seiner Cousine erklärt und fortan auf ihre Unterstützung im Kampf gegen die Freinc zählen kann. Unterdessen erfährt Isabel von ihrer Großmutter Nesta, dass Ralph als Knappe bei ihrem Onkel Maurice lebt und dass es ihm gut geht, dort wo er ist. Sie redet sich ein, ihn vergessen zu müssen und stürzt sich mit aller Energie in den walisischen Freiheitskampf.
Als in England 1155 der Bürgerkrieg endgültig beendet ist, überschwemmen flämische Söldner das Land und suchen die Waliser heim. Maredudd, der immer mit seinem Volk fühlt, will diese Bedrohung eliminieren, trägt bei einem Angriff auf eine Burg in flämischer Hand aber so schwere Verletzungen davon, dass er noch in derselben Nacht mit gerade fünfundzwanzig Jahren stirbt und der Nachwelt nur einen achtjährigen Sohn hinterlässt. Damit geht die Fürstenwürde an den letzten verbliebenen der sechs Brüder, Rhys, an dem es nun ist, die Freiheit der Waliser wiederzuerlangen.
Wieder zwei Jahre später gelingt es Ralph, sich bei den Rebellen einzuschleusen, um so an Isabel heranzukommen und seinen Schwur einzulösen. Als vermeintlicher Rebell begleitet er Isabel und eine Gruppe Waliser auf einen ihrer kleinen Feldzüge gegen eine Gruppe Freinc und entfernt sich mit ihr von ihrer Kampftruppe. Gegen ihren Willen soll Isabel Gegenstand von Ralphs Plan werden, sie endgültig vor dem Sheriff, der Informationen über ihre Kämpfe als Rebellin erhalten hat und sie jagen wird, zu schützen, indem Ralph selbst sie heiratet. Er will sie davor bewahren, dem Zorn des Sheriffs ebenso wehrlos ausgeliefert zu sein, wie er es nach dessen Rückkehr nach Tenby war, erzählt ihr, in welchem Zustand Isabels Onkel ihn gefunden hat, und obwohl sie sich wehrt, ihre Familie und ihre Freunde im Stich zu lassen, gewinnt der zwar von Gewissensbissen geplagte aber entschlossene und viel stärkere Ralph die Oberhand und verschleppt sie zu einer Kapelle. Nicht ahnend, dass der Sheriff, der ihn hat beschatten lassen, dort bereits auf ihn und seine Braut wartet. Isabels Jawort wird mit Ralphs Leben erpresst, während ihr eigener Onkel David sie mit William Hayt verheiratet.
In den nächsten Jahren kann Isabel nicht nur den Sheriff von ihrem Bett fernhalten, sondern den Rebellen auch mit Informationen über den ihn und seine Truppen helfen, die sie Trystan zukommen lässt, der sie an eine verbündete Schäferfamilie weiterleitet. Als sie schließlich von einer geplanten Invasion des englischen Königs Henry II. erfährt, an der auch ihre Onkel Harri und Robert beteiligt sein sollen, will sie Trystan warnen, wird in dessen Hütte aber von Ralph überrascht, der verkündet, er habe sich mit Maurice überworfen und den nordwalisischen Rebellen angeschlossen. Er bringt seinem Onkel Owain Gwynedd die Nachricht von der bevorstehenden Invasion, die daraufhin abgewendet werden kann. Nach geschlagener Schlacht kehrt Ralph nach Tenby zurück, um Isabel noch einmal zu sehen und ihr zu sagen, dass ihr Onkel Harri im Kampf gefallen ist, während Robert schwerverletzt fliehen konnte. In dem festen Glauben, die Nachricht werde ihre Großmutter umbringen, plant sie, den Sheriff am nächsten Tag um einen Besuch zu bitten, wofür sie das Versprechen einlösen muss, dass sie ihm bei Ralphs Urteilsänderung gegeben hat. Um ihm aber nicht ihre Jungfräulichkeit opfern zu müssen, verbringt sie die Nacht mit Ralph und bekommt schließlich die Genehmigung ihres Gemahls, sich von ihrer im Sterben liegenden Großmutter zu verabschieden. Ralph bittet Isabel, in Tenby auf ihn zu warten, bis er sein Ziel erreicht hat: Die vielen kleinen und untereinander zerstrittenen walisischen Königreiche im Kampf gegen die Freinc zu vereinen.
Im Juli 1159 ist Isabel im sechsten Monat schwanger und weiß nicht, wer der Vater ihres ungeborenen Kindes ist, da sie sich sowohl noch oft mit Ralph getroffen hat, als auch gezwungen war, weiterhin das Bett mit ihrem Mann zu teilen, der schließlich stolz berichtet, er habe endlich denjenigen ausfindig machen können, der die Rebellen über all die Jahre mit Informationen versorgt habe. Früher oder später werde der Bogenbauer schon gestehen. Als Isabels Bitte, Trystan zu schonen, auf taube Ohren fällt und ihr sogar trotz des Kindes Schläge einbringt, beschließt sie, ihren alten Freund und Verbündeten selbst zu befreien. Doch der bereits gefolterte und schwerverletzte Trystan bittet Ralph, der unverhofft und nach sechsmonatiger Absenz im Kerker erscheint, mit Isabel aus Tenby zu fliehen, ihn selbst aber zu töten, damit er keine Informationen weitergeben kann. Todunglücklich kommt Ralph der Bitte nach, und wenige Stunden später bringt Isabel in den walisischen Wäldern viel zu früh eine Tochter zur Welt, die nur wenige Augenblicke nach ihrer Geburt stirbt.
Ein letztes Mal bittet Ralph sie, auf ihn zu warten und so lange in Dinefwr, Rhys’ Burg zu bleiben, bis sich der Norden und der Süden Wales’ endlich ausgesöhnt haben. Fünf Jahre lang hört Isabel nichts von Ralph.
1163 haben sich die walisischen Fürsten König Henry bereits mehrmals unterwerfen und Geiseln überreichen müssen, doch beide Parteien wissen: Es ist ein Friede auf Zeit. Wieder verlangt Henry II. Geiseln, diesmal ist auch Cadwgan, der Sohn des verstorbenen Maredudd darunter. Nur wenige Wochen nachdem Rhys seinen Neffen in der Obhut des englischen Lords Walter Clifford hat zurücklassen müssen, überbringt ein Bote die Nachricht, Clifford habe Cadwgan ermorden lassen. Um gemeinsam Rache zu üben, will Rhys auf Isabels Anraten hin mit Gwynedd Frieden schließen. Sie begleitet ihn 1164 zu den Friedensverhandlungen in den Norden, in der Hoffnung, Ralph wiederzutreffen, der bald darauf auch aus dem Süden eintrifft, allerdings in Begleitung des Sheriffs. Denn nach walisischem Gesetz kann sich eine Frau unter bestimmten Umständen nach sieben Jahren Probezeit von ihrem Mann scheiden lassen, und dem Sheriff bleibt schlussendlich nichts anderes übrig, als sich dem Gesetz zu beugen.
Im Sommer 1165 treffen sich die wichtigsten der walisischen Fürsten in Edeyrnion und besiegeln ein Bündnis zwischen den verschiedenen Königreichen des Landes. Für Ralph und Isabel, die in Nordwales, wo Ralph als angesehener Uchelwyr (wal. Adliger) sein eigenes Land hält, ein neues Leben anfangen, ein lang gehegter Traum.

## Wichtige Romanfiguren
* steht für historische Persönlichkeit
Geraldines
- Isabel FitzWilliam*, Tochter des Geraldine-Geschlechts
- Maurice FitzGerald*, ihr Onkel
- William FitzGerald*, ihr Vater
- Henry FitzRoy*, ebenfalls ihr Onkel, Sohn von König Henry I.
- Robert FitzStephen*, noch ein Onkel, Sohn von Stephen de Mareis
- Nesta ferch Rhys*, ihre Großmutter

Deheubarth/Südwales
- Cadell ap Gruffydd*, Nestas Neffe, Fürst von Südwales, Rebellenanführer
- Maredudd *, sein Halbbruder, Rebell
- Eira, Maredudds Geliebte, Isabels Freundin
- Cadwgan*, ihr Sohn
- Rhys*, ebenfalls Cadells Halbbruder
- Niall, Cadells irischer Barde

Gwynedd/Nordwales
- Owain Gwynedd*, Fürst von Nordwales
- Cadwaladr ap Gruffudd*, sein Bruder, zeitweiliger Anhänger der Freinc
- Ralph le Walleys*, sein Sohn
- Hywel ap Owain*, sein Neffe, der Poetenfürst

Freinc
- William Hayt*, Sheriff von Pembrokeshire, Isabels Verlobter und Gemahl
- Lady Hayt, seine Mutter
- Roger de Brabant, einer seiner Ritter
- Henry II.*, König von England

## Anmerkung
Anders als Nesta ist Isabel nur eine kleine Randfigur der walisischen Geschichte und eine von vielen Geraldines. Deshalb sind über sie nur wenige Fakten bekannt, wobei sich aber mit einiger Sicherheit sagen lässt, dass sie mit dem Sheriff William Hayt verheiratet und Mutter zweier Söhne war, die den Namen le Walleys trugen, den Ralphs Vater annahm, als er sich von seiner Familie abkehrte und zu den Normannen überlief. Auch ist nicht sicher, von welcher der genannten Männer nun der Vater von Isabels Söhnen war.
Es ist möglich, aber nicht erwiesen, dass sie wirklich aktiv und bei Kämpfen an der walisischen Rebellion teilnahm, doch alle großen Geschehnisse und Wendepunkte des Freiheitskampfes entsprechen im Großen und Ganzen der Wahrheit.